# 가면라이더 드래곤나이트
《가면라이더 드래곤나이트》(Kamen Rider: Dragon Knight)는 가면라이더 시리즈의 작품이며, 미국의 The CW에서 방영중이다.